# Avio Lucioli
Avio Lucioli (* 1. September 1928 in Prato; † 23. Dezember 2021 in Campi Bisenzio) war ein italienischer Hammerwerfer.

## Leben
Avio Lucioli schied bei den Olympischen Spielen 1952 in Helsinki als 26. mit einer Weite von 48,74 m in der Qualifikationsrunde des Hammerwurfwettkampfs vorzeitig aus. Zuvor im Jahr hatte er mehrmals die 50-Meter-Marke überwerfen können und mit 53,17 m eine persönliche Bestleistung aufgestellt.
Zwischen 1952 und 1963 absolvierte er 13 Länderkämpfe für Italien und wurde 1958 italienischer Meister. Von 1960 bis 1962 wurde er italienischer Vizemeister.